# Месегер, Виктор
Виктор Андрес Месегер Кавас (исп. Víctor Andrés Meseguer Cavas; род. 9 июня 1999, Альгвасас, Мурсия) — испанский футболист, полузащитник клуба «Реал Вальядолид», выступающий на правах аренды за клуб «Расинг».

## Биография
Уроженец Альгуасаса, он перешёл в молодёжную команду «Мурсии» летом 2017 года, где выступал за «Хувениль А». После успешного сезона в высшем молодёжном чемпионате, в сезоне 2018/19 он был переведён в «Реал Мурсия Империал», под руководство Хави Мотоса, с которым уже работал в молодёжной команде.
В сезоне 2018/19 он провёл 38 матчей и забил пять голов в XIII группе Третьего дивизиона. В этом же сезоне он дебютировал за основную команду в матче против «Рекреативо Гранада» и стал чемпионом Кубка Федерации, сделав результативную передачу в финале.
1 сентября 2020 года он подписал контракт с «Мирандесом» на три сезона, получив возможность выступать во Втором дивизионе. За два года он сыграл 76 матчей, а в августе 2022 года был продан в «Гранаду», подписав контракт до 2027 года. Однако 16 августа 2023 года его отдали в аренду с правом выкупа в «Реал Вальядолид». 30 мая 2024 года он подписал с клубом постоянный пятилетний контракт.